# Senta Berger

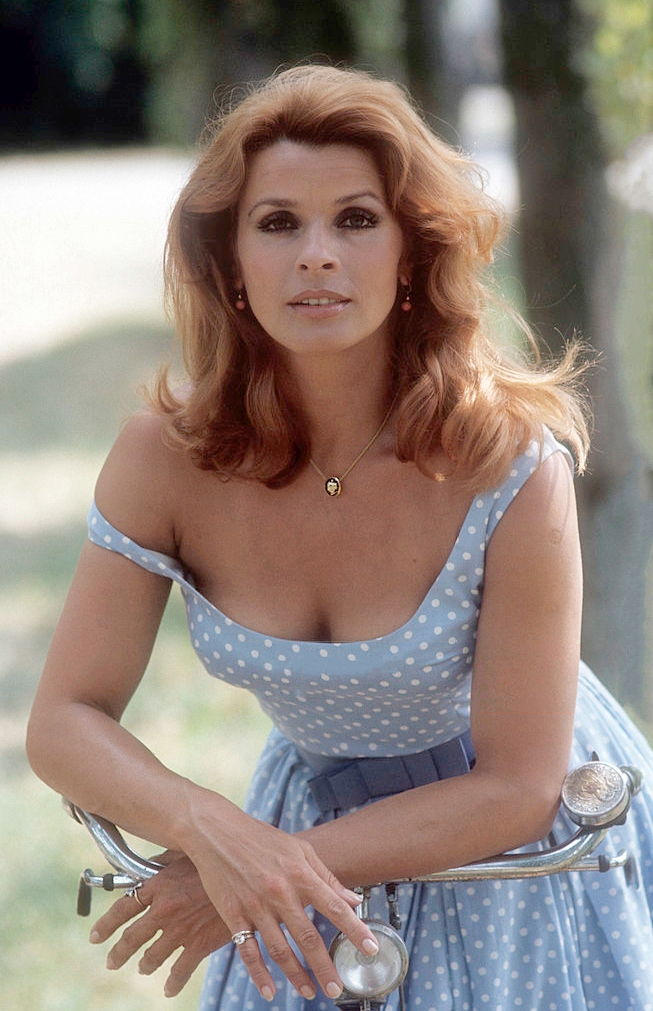
Berger în 1975

Senta Berger (de fapt numele de căsătorie Senta Verhoeven, n. 13 mai 1941, Viena, Germania Nazistă) este o actriță, producător de filme și fostă cântăreață pop și chanson austro-germană.
Cariera ei internațională în film a început în Austria și a dus-o prin Germania la Hollywood în anii 1960. De atunci a apărut în numeroase filme europene, la teatru și, din anii 1980, din ce în ce mai mult în roluri principale din seriale și filme germane de televiziune.
Este considerată una dintre cele mai mari actrițe ale perioadei postbelice și este adesea menționată în sondaje drept una dintre cele mai bune actrițe de limbă germană.
Printre cele mai cunoscute filme ale sale se numără Sherlock Holmes (1962), Operațiunea San Gennaro (1966), Picioare lungi, degete lungi (1966), Străinii și Dacă e marți, e Belgia (1969).

## Biografie
Berger s-a născut la Viena din muzicianul Josef Berger și profesoara Therese Jany.[3] Ea a apărut pentru prima dată pe scenă la vârsta de patru ani, când tatăl ei a acompaniat-o la pian. La vârsta de cinci ani a început cursurile de balet.
A luat și lecții private de actorie. În 1957, a câștigat primul ei rol mic în Die unentschuldigte Stunde, unul dintre ultimele filme regizate de autorul austriac Willi Forst. S-a înscris pentru Seminarul Max Reinhardt, o școală celebră de actorie din Viena, și a fost acceptată, fiind cea mai tânără studentă dar a trebuit să părăsească seminarul după ce a acceptat un rol în filmul american Călătoria cu Yul Brynner fără permisiunea conducerii. În 1958, a devenit cel mai tânăr membru al Teatrului Josefstadt din Viena și a apărut în producțiile Mătușa lui Charley, Mult zgomot pentru nimic și Pisica pe acoperișul fierbinte.
În 1960, a avut contractat la CCC Film din Berlinul de Vest, iar între 1964-1968 a jucat la Hollywood unde a turnat cu Charlton Heston, Frank Sinatra, Dean Martin, Richard Harris, George Hamilton, Kirk Douglas și John Wayne. În 1969 a revenit în Europa și în anii 1970 a fost preponderent distribuită în filme italiene  de diferite genuri. În 1974 s-a stabilit în Germania de Vest. 

## Viața privată
În 1963, Senta Berger l-a cunoscut pe studentul de atunci la medicină și mai târziu regizorul de film Michael Verhoeven, fiul actorului și regizorului Paul Verhoeven. În septembrie 1966, Berger și Verhoeven s-au căsătorit la München după ce au fondat împreună cu un an înainte casa de producție de filme Sentana-Film. De atunci, adevăratul nume de familie al lui Senta Berger este Verhoeven. Din căsnicie au doi fii, Simon (n. 1972) și Luca (n. 1979), care lucrează și ei în cinematografie.

## Filmografie selectivă

### Actriță
- 1955 Du bist die Richtige, regia Erich Engel și Josef von Báky
- 1957 Die unentschuldigte Stunde, regia Willi Forst
- 1959 Călătoria (The Journey), regia Anatole Litvak
- 1959 Katja (Katia), regia Robert Siodmak
- 1960 Bravul soldat Svejk (Der Brave Soldate Schwejk), regia Axel von Ambesser
- 1961 Nu trebuie să fie mereu caviar (Es Muss Nicht Immer Kaviar Sein), regia Géza von Radványi
- 1961 De data asta să fie caviar (Diesmal muß es Kaviar sein), regia Géza von Radványi
- 1962 Testamentul doctorului Mabuse (Das testament der Dr. Mabuse), regia Werner Klingler
- 1962 Sherlock Holmes (Sherlock Holmes und das Halsband des Todes), regia Terence Fisher
- 1965 Sierra Charriba (Major Dundee), regia Sam Peckinpah
- 1966 Umbra unui uriaș (Cast a Giant Shadow), regia Melville Shavelson
- 1966 Și macul e floare (Poppies Are Also Flowers), regia Terence Young
- 1966 Operațiunea San Gennaro, regia Dino Risi
- 1966 Picioare lungi, degete lungi (Lange Beine - lange Finger), regia Alfred Vohrer
- 1967 Stăpân pe situație (The Ambushers), regia Henry Levin
- 1967 Diabolicamente tua (Diaboliquement vôtre), regia Julien Duvivier
- 1969 Infanzia, vocazione e prime esperienze di Giacomo Casanova, veneziano, regia Luigi Comencini
- 1969 Străinii (Les Étrangers), regia Jean-Pierre Desagnat
- 1969 Dacă e marți, e Belgia (If It's Tuesday, This Must Be Belgium), regia Mel Stuart
- 1973 Litera stacojie (Der scharlachrote Buchstabe), regia Wim Wenders
- 1973 Mafia albă (Bisturi, la mafia bianca), regia Luigi Zampa
- 1975 MitGift, regia Michael Verhoeven
- 1977 Crucea de Fier (Cross of Iron), regia Sam Peckinpah
- 1989 Das schreckliche Mädchen, regia Michael Verhoeven
- 2016 Benvenuto in Germania! (Willkommen bei den Hartmanns), regia Simon Verhoeven

### Producător
- 1967 Paarungen, regia Michael Verhoeven
- 1973 Ein unheimlich starker Abgang, regia Michael Verhoeven
- 1975 MitGift, regia Michael Verhoeven
- 1980 Am Südhang, regia Michael Verhoeven
- 1980 Die Ursache, regia Michael Verhoeven
- 1982 Trandafirul alb (Die weise Rose) (nemenționat)
- 1983 Die Spider Murphy Gang, regia Georg Kostya
- 1984 Das Tor zum Glück, regia Michael Verhoeven
- 1986 Stinkwut, regia Michael Verhoeven